# Ping
Ping, viết tắt của Packet Internet Grouper (Groper), là một công cụ cho mạng máy tính sử dụng trên các mạng TCP/IP (chẳng hạn như Internet) để kiểm tra xem có thể kết nối tới một máy chủ cụ thể nào đó hay không, và ước lượng khoảng thời gian trễ trọn vòng để gửi gói dữ liệu cũng như tỉ lệ các gói dữ liệu có thể bị mất giữa hai máy. Công cụ này thực hiện nhiệm vụ trên bằng cách gửi một số gói tin ICMP đến máy kia và chờ phản hồi.
Tác giả của công cụ này là ông Mike Muuss.
Từ sau 2003, sự hữu dụng của dịch vụ này suy kém dần, vì các nhà cung cấp dịch vụ Internet đã loại bỏ các thông điệp ICMP Type 8 tại các biên mạng của họ. Các sâu máy tính trên Internet như Welchia đã lợi dụng công cụ Ping để làm ngập khả năng xử lý của các máy tính nạn nhân, làm tắc nghẽn các thiết bị định tuyến.
Một công cụ liên quan với ping là traceroute, trên Windows NT là pathping.

## Kết xuất của một lệnhpingđơn giản
Kết xuất của ping thông thường bao gồm kích cỡ gói dữ liệu, địa chỉ host truy vấn, dãy số ICMP, thời gian sống (time to live), thời gian trễ trọn vòng (round-trip time), đơn vị thời gian là miligiây (1/1000 của giây), và thời gian dưới 10 giây thường có độ chính xác thấp.
Dưới đây là một kết xuất đơn giản khi ping server vi.wikipedia.org:
```
$ ping -c 5 vi.wikipedia.org
PING vi.wikipedia.org (130.94.122.195): 56 data bytes
64 bytes from 130.94.122.195: icmp_seq=0 ttl=235 time=284.3 ms
64 bytes from 130.94.122.195: icmp_seq=1 ttl=235 time=292.9 ms
64 bytes from 130.94.122.195: icmp_seq=2 ttl=235 time=289.7 ms
64 bytes from 130.94.122.195: icmp_seq=3 ttl=235 time=282.4 ms
64 bytes from 130.94.122.195: icmp_seq=4 ttl=235 time=272.0 ms
```

## Một số lệnh Ping thường dùng
Ping đến ISP:
ping <IP DNS của ISP>
Ví dụ:
FPT: ping 210.245.31.130
Viettel: ping 203.113.131.1
VNN: ping 203.162.4.190
Ping thử card mạng:
ping 127.0.0.1
hoặc: ping localhost
hoặc: ip <chính ip máy>
Biết thêm chi tiết: Start ---> Run ---> cmd
ping /?

## Các tham số thường được sử dụng của lệnhping
- ping <máy chủ> [-t], không xác định thời gian dừng của lệnh ping. Ví dụ: ping vi.wikipedia.org -t
- ping <máy chủ> [-l size] với size là dung lượng gói tin (bytes). Ví dụ: ping vi.wikipedia.org -l 256
- ping <máy chủ> [-n count] với count là số lần thực hiện lệnh ping. Ví dụ: Ping 130.94.122.195 -n 10

Bất cứ lúc nào bạn cũng có thể dừng lệnh ping với tổ hợp phím [Ctrl + C]

## Các thông số nhìn thấy trong Command Prompt của Windows với giá trị mô tả lại như sau
- Request time out: thực hiện gửi gói thành công nhưng không nhận được gói phản hồi.
- Destination host unreachable: đích đến không tồn tại hoặc đang cô lập.
- Reply from 203.162.4.190 byte=32 time <1ms TTL 124: Gửi gói đến địa chỉ IP: 203.162.4.190 với độ dài gói 32 byte, thời gian phản hồi dưới 1 mili giây, TTL (time to live - vòng đời gói) 124. Phản ánh trạng thái gói gửi và tín hiệu phản hồi.

+ Ngoài ra lệnh "Ping" còn xem như là cách nhanh chóng để biết địa chỉ IP thực của một Website ngoài Internet. 
+ Lệnh Ping thực hiện gửi 1 gói tin bằng giao thức ICMP thông qua Port Number 7 TCP/UDP